# Rudniki (Danzica)
Rudniki (in tedesco: Bürgerwiesen) è una frazione di Danzica, situata nella parte orientale della città.